# 7721 Andrillat
7721 Andrillat è un asteroide della fascia principale. Scoperto nel 1960, presenta un'orbita caratterizzata da un semiasse maggiore pari a 2,6068149 UA e da un'eccentricità di 0,1376390, inclinata di 4,00272° rispetto all'eclittica.